# Список эпизодов телесериала «Риццоли и Айлс»
«Ри́ццоли и Айлс» (англ. Rizzoli & Isles) — американский детективный телесериал, основанный на серии книг Тесс Герритсен. Главные героини — детектив бостонского отдела убийств Джейн Риццоли и патологоанатом Мора Айлс. Премьера состоялась 12 июля 2010 на канале TNT. 7 января 2016 года канал объявил о завершении шоу после седьмого сезона. Всего сериал насчитывает 105 эпизодов.
В эфире ТВ-3 выходит под названием «Напарницы»

## Обзор сезонов
| Сезон | Сезон | Эпизоды | Оригинальная дата показа | Оригинальная дата показа |
| Сезон | Сезон | Эпизоды | Премьера сезона          | Финал сезона             |
| ----- | ----- | ------- | ------------------------ | ------------------------ |
|       | 1     | 10      | 12 июля 2010             | 13 сентября 2010         |
|       | 2     | 15      | 11 июля 2011             | 26 декабря 2011          |
|       | 3     | 15      | 5 июня 2012              | 25 декабря 2012          |
|       | 4     | 16      | 25 июня 2013             | 18 марта 2014            |
|       | 5     | 18      | 17 июня 2014             | 17 марта 2015            |
|       | 6     | 18      | 16 июня 2015             | 15 марта 2016            |
|       | 7     | 13      | 6 июня 2016              | 5 сентября 2016          |

## Эпизоды

### Сезон 1 (2010)
| № общий | № в сезоне | Название                                                                 | Режиссёр          | Автор сценария             | Дата премьеры     | Произв. код | Зрители США (млн) |
| --- | ---------- | ------------------------------------------------------------------------ | ----------------- | -------------------------- | ----------------- | ----------- | ----------------- |
| 1 | 1          | «Высмотреть, задействовать, обучить» «See One, Do One, Teach One»        | Майкл М. Робин    | Джанет Тамаро              | июль 12, 2010     | 296014      | 7.55              |
| Детектив Джейн Риццоли и главный судмедэксперт Мора Айлc расследуют убийство мужа и жены в их престижном доме. Когда подпись указывает на методы Чарльза Хойта, убийцы, похищавшего Риццоли, пойманного и заключённого в тюрьму), Джейн обнаруживает, что тот сбежал из тюрьмы, она решает остаться в доме Айлс, пока убийца не будет найден. |            |                                                                          |                   |                            |                   |             |                   |
| 2 | 2          | «Возвращение Бостонского душителя» «Boston Strangler Redux»              | Майкл М. Робин    | Джанет Тамаро              | июль 19, 2010     | 2M5451      | 7.27              |
| В середине бейсбольного матча между Бостонским полицейским управлением и подразделением по борьбе с наркотиками тело падает на поле с соседнего моста. Когда обнаруживается ещё одна жертва удушения, Корсак замечает, что две жертвы имеют те же имена, что и первые две жертвы Бостонского душителя. Корсак не продвигается по службе, несмотря на то, что он набрал 100% на экзамене сержанта. Блок узнаёт, что их новый лейтенант Джоуи (Донни Уолберг), старый соперник Джейн. |            |                                                                          |                   |                            |                   |             |                   |
| 3 | 3          | «Сочувствие к Дьяволу» «Sympathy for the Devil»                          | Роксанн Доусон    | Джоэль Филдс               | июль 26, 2010     | 2M5452      | 6.55              |
| Смерть подростка, который был частью экзорцизма, заставляет Риццоли подозревать его пастора и банду скейтеров. Тем временем мать Риццоли назначает ей свидание с лейтенантом Грантом. |            |                                                                          |                   |                            |                   |             |                   |
| 4 | 4          | «Ради денег она работала не покладая рук» «She Works Hard for the Money» | Арвин Браун       | Дэйв Каплан                | август 2, 2010    | 2M5453      | 6.61              |
| Джейн и Мора расследуют убийство студентки колледжа BCU Даниэль Дэвис, которая была застрелена в кампусе. Даниэль училась в колледже на футбольную стипендию и была всеми любима. Однако позже они обнаруживают, что Даниэль сломала лодыжку, в результате чего колледж потянул её стипендию, но ей каким-то образом всё же удалось оплатить её обучение в колледже. Вскоре появляются доказательства того, что Даниэль работала проституткой, и Джейн считает, что поиск её сутенёра решит дело. Тем временем Джейн помогает своей матери с её захудалой машиной. |            |                                                                          |                   |                            |                   |             |                   |
| 5 | 5          | «Деньги ни за что» «Money for Nothing»                                   | Нельсон МакКормик | Дэйв Каплан и Джоэль Филдс | август 9, 2010    | 2M5456      | 7.42              |
| Плавающий объект, вытащенный из Бостонской гавани, оказывается старшим братом семьи Бостонского брамина. Связь Моры с этой семьёй создаёт напряжённость между ней и Джейн. Тем временем, Анжела начала продавать Полинезийский напиток для здоровья. |            |                                                                          |                   |                            |                   |             |                   |
| 6 | 6          | «Я поцеловалась с девушкой» «I Kissed a Girl»                            | Майкл Цинберг     | Элисон Кросс               | август 16, 2010   | 2M5455      | 6.49              |
| Когда Джейн и Мора вызваны по делу о мёртвой женщине в переулке, Джейн и Фрост говорят о расследовании мужа, но Мора обнаруживает, что она была замужем за женщиной. Джейн находит подозрительным, что её изнасиловали и убили после того, как она была уже мертва. Джейн и Фрост идут поговорить с владельцем мерча, печать которого они находят на руке жертвы. Владелец клуба настаивает, что это был, скорее всего, кто-то, кто организовывал преступление на почве ненависти против геев, хотя Массачусетс признаёт однополые браки. |            |                                                                          |                   |                            |                   |             |                   |
| 7 | 7          | «Рождённые бежать» «Born to RunBorn to Run»                              | Мэттью Пенн       | Дэвид Гулд                 | август 23, 2010   | 2M5454      | 6.73              |
| Два молодых человека застрелены во время марафона в Массачусетсе, что ставит детектива Риццоли и доктора Айлc под давление, они должны решить дело, пытаясь удержать около полумиллиона человек от массовой паники. |            |                                                                          |                   |                            |                   |             |                   |
| 8 | 8          | «Я твой Бугимен» «I'm Your Boogie Man»                                   | Марк Абер         | Джанет Тамаро              | август 30, 2010   | 2M5457      | 6.42              |
| Жизнь Джейн находится снова в опасности от Чарльза Хойта, и на этот раз у него есть другой ученик в лице жертвы Хойта. |            |                                                                          |                   |                            |                   |             |                   |
| 9 | 9          | «Зверь во мне» «The Beast in Me»                                         | Адам Аркин        | Карина Ксолти              | сентябрь 6, 2010  | 2M5458      | 7.24              |
| Смерть молодого человека приводит к тому, что доктор Айлc узнаёт больше о своём биологическом отце, который оказался не таким, каким она его представляла. |            |                                                                          |                   |                            |                   |             |                   |
| 10 | 10         | «Когда гремят выстрелы» «When the Gun Goes Bang, Bang, Bang»             | Майкл М. Робин    | Джанет Тамаро              | сентябрь 13, 2010 | 2M5459      | 6.56              |
| Весь отдел убийств присутствует на складе, когда тайный полицейский был застрелен и убит. По прибытии в штаб-квартиру Риццоли опрашивает свидетеля убийства, но всё идёт наперекосяк, когда наркодилеры, ответственные за штурм штаба под дулом пистолета, стреляют в дежурного полицейского, работающего за столом. В то время как все на месте преступления остаются ни с чем, отчаянные Риццоли и Айлс пытаются спасти жизнь Фрэнки, на волоске на столе Мауры после того, как он также застрелен убийцами. День принимает ещё более мрачный оборот, когда Риццоли находится под прицелом человека, ответственного за это, последнего человека, которого кто-либо когда-либо подозревал. Чтобы поймать его, она делает окончательную жертву. |            |                                                                          |                   |                            |                   |             |                   |

### Сезон 2 (2011)
| № общий | № в сезоне | Название                                                        | Режиссёр          | Автор сценария                    | Дата премьеры     | Произв. код | Зрители US (млн) |
| --- | ---------- | --------------------------------------------------------------- | ----------------- | --------------------------------- | ----------------- | ----------- | ---------------- |
| 11 | 1          | «Настоящий герой» «We Don't Need Another Hero»                  | Майкл Цинберг     | Джанет Тамаро                     | июль 11, 2011     | 2M5601      | 6.38             |
| Через три месяца после стрельбы в участке Джейн готова вернуться на работу, но должна ждать, пока врач подпишет, что она готова к дежурству. На церемонии награждения офицеров, которые показали невероятные усилия при исполнении служебных обязанностей Джейн начинает связь с другим получателем, Эбби, но после того, как церемония награждения закончилась, автомобиль Эбби взрывается. Анджела и Фрэнк разводятся, и кто-то из прошлого Джейн возвращается. |            |                                                                 |                   |                                   |                   |             |                  |
| 12 | 2          | «Живое доказательство» «Living Proof»                           | Бетани Руни       | Ди Джонсон                        | июль 18, 2011     | 2M5602      | 6.39             |
| Мёртвый суррогат в дневном спа-салоне приводит к поиску биологических родителей ребёнка. |            |                                                                 |                   |                                   |                   |             |                  |
| 13 | 3          | «Моряк» «Sailor Man»                                            | Майкл Цинберг     | Джоэль Филдс                      | июль 25, 2011     | 2M5603      | 6.04             |
| Тело найдено в течение Недели Флота; у Фроста напряжённый визит с его отцом. Машина Анжелы нуждается в ремонте. |            |                                                                 |                   |                                   |                   |             |                  |
| 14 | 4          | «Кареглазая девочка» «Brown Eyed Girl»                          | Марк Абер         | Джули Эбер                        | август 1, 2011    | 2M5607      | 6.45             |
| Дочь бывшего партнёра Джейн похищают на глазах у брата дочери. Они мчатся против времени, чтобы найти пропавшую девушку после того, как другая девушка, которая похожа на неё, найдена мёртвой. |            |                                                                 |                   |                                   |                   |             |                  |
| 15 | 5          | «Ненавистный игрок» «Don't Hate the Player»                     | Холли Дэйл        | Дэвид Гулд и Джанет Тамаро        | август 8, 2011    | 2M5604      | 6.46             |
| Риццоли и Айлс расследуют смерть бейсбольного тренера на фоне борьбы за власть над командой; брат Джейн выходит из тюрьмы. |            |                                                                 |                   |                                   |                   |             |                  |
| 16 | 6          | «Конфедераты без границ» «Rebel Without a Pause»                | Нельсон МакКормик | Элизабет Бенжамин и Джанет Тамаро | август 15, 2011   | 2M5605      | 6.74             |
| Знания Моры Американской истории становится полезным, когда воссоздание Революционной войны приводит к реальной смерти; Мора навещает мать. |            |                                                                 |                   |                                   |                   |             |                  |
| 17 | 7          | «Кровные узы» «Bloodlines»                                      | Майкл Цинберг     | Элизабет Бенжамин и Ди Джонсон    | август 22, 2011   | 2M5606      | 6.27             |
| Джейн и Мора расследуют смерть женщины, которая была сожжена на костре. В доме жертвы Джейн, Корсак и Фрост находят алтарь и череп, что означает, что Хелен была ведьмой. Они также находят, что она владела тремя акрами земли и имеет генеалогию с 1692 года. Корсак и Фрост изучают человека, который накладывал на него заклинание. Когда появляется старая подруга Фрэнки, Джейн с подозрением относится к её мотивам. |            |                                                                 |                   |                                   |                   |             |                  |
| 18 | 8          | «Мой собственный злейший враг» «My Own Worst Enemy»             | Терренс О’Хара    | Джоэль Филдс и Эмилия Серрано     | август 29, 2011   | 2M5608      | 6.71             |
| Когда Мора не появляется на месте двойной стрельбы, где отец убит, но его сын выживает, Джейн волнуется. Позже, во время вскрытия уличного наркомана, Джейн сердится, когда Мора скрывает некоторые сообщения, которые она получает. Корсак и Фрост выясняют, что у выжившей жертвы есть дядя, которого выпустили из тюрьмы шесть недель назад. |            |                                                                 |                   |                                   |                   |             |                  |
| 19 | 9          | «Папа, прощай» «Gone Daddy Gone»                                | Фред Туа          | Дэвид Гулд и Ди Джонсон           | сентябрь 5, 2011  | 2M5609      | 6.69             |
| Подразделение вызвано по делу о машине без жертвы, с кровью, избрызганной изнутри. Когда тело в конечном счёте вымывается, Мора встревожена, увидев, что она была убита ледорубом, подписью её биологического отца, Пэдди Дойла и отказывается от вскрытия. Корсак говорит Джейн, что ей нужно пойти на обучение чувствительности, но она хочет избежать этого любой ценой. |            |                                                                 |                   |                                   |                   |             |                  |
| 20 | 10         | «Помни меня» «Remember Me»                                      | Рэндолл Зиск      | Дэвид Дж. Норт и Джанет Тамаро    | сентябрь 12, 2011 | 2M5610      | 5.63             |
| Когда заключённый убит, Джейн и Мора обнаруживают, что Хойт находится в тюремном лазарете, получая лечение от рака, и он предложил дать Джейн информацию об убийствах, которые он сделал много лет назад. Но, когда он представляет их как загадку, Мора считает, что рак распространился на его мозг, и он не знает, что говорит. Мора испытывает трудности с выбором подарка на день рождения, в то время как она и Анджела пытаются спланировать вечеринку-сюрприз. |            |                                                                 |                   |                                   |                   |             |                  |
| 21 | 11         | «Кто свидетель?» «Can I Get a Witness?»                         | Энди Волк         | Джанет Тамаро и Элизабет Бенжамин | ноябрь 28, 2011   | 2M5611      | 4.78             |
| Джейн и Корсак готовят человека, который станет свидетелем убийства общественного активиста, а затем он будет убит в ночь перед судом. Билл О'Рейли начинает освещать дело Джейн, и Анджела охвачена радостью, потому что ей нравится наблюдать за ним. Когда Джейн и Валери Дельгадо узнают, что их свидетель был убит, Валери говорит Джейн, что ей нужно получить отчёт I.A.B об офицере, который отвечал за его охрану, Джейн не соглашается с ней и отказывается подавать его. О'Рейли приезжает в город для подписания книги, и Анджела взволнована, когда Мора соглашается взять её и отправить на фронт. Когда Литтл Ти, который был осуждён за убийство почти 15 человек, пытается снять с себя обвинения, единственный способ это предотвратить - представить Корсаку своего информатора, но он не согласен и не хочет его раскрывать. Джейн и Фрост узнают, что у Данте была подруга, Релита, и дочь по имени Дестини, чьё имя также является татуировкой, которую Данте имел на плече. Когда Мора и Анджела встречают О'Рейли, Анджела даёт ему номер Джейн, чтобы тот смог получить её на The Factor. Корсак отдаёт свой значок, когда лейтенант предъявляет ему ультиматум, свой информатор или значок. Релита оказывается помощником Корсака, и она соглашается явиться в суд, чтобы спасти дело. Когда они узнают, где Данте убит и находят следы шин, оказывается, что Валери убила Данте, чтобы она не потеряла своё дело и свою идеальную репутацию прокурора. |            |                                                                 |                   |                                   |                   |             |                  |
| 22 | 12         | «Он не мерзавец, он мой брат» «He Ain't Heavy, He's My Brother» | Стив Робин        | Дэвид Гулд и Ди Джонсон           | декабрь 5, 2011   | 2M5612      | 3.86             |
| Мора устраивает прощальную вечеринку для Томми, так как он получил новую квартиру и переезжает из е` дома. Позже, когда он возвращается, чтобы выразить свою признательность за то, что она позволила ему остаться в своём доме, они почти целуются, но Мора говорит нет, потому что это может повлиять на их отношения с Джейн. На следующий день банк ограблен, и человек застрелен. Детектив Фрост и агент ФБР, расследующий дело, кажется, знают друг друга уже давно. Когда обнаружен фургон, который использовался при ограблении, в нём находят труп одного из грабителей. Корсак узнаёт, что Фрост и агент ФБР были помолвлены, он и Джейн хотят узнать, что между ними произошло. Когда ФБР проверит отпечатки с фургона, они совпадут с отпечатками Томми. Томми арестован, а когда Джейн узнаёт, она обижается на Мору за то, что та не сказала ей. Томми говорит Джейн, что единственной причиной, по которой у него был фургон, было переехать на новое место, так как он и мёртвый грабитель банка были друзьями. Джейн, Корсак и Фрост работают, чтобы подтвердить алиби Томми. Поскольку происходит ещё одно ограбление банка, и в плен взят заложник, Джейн входит в банк, чтобы поговорить с боевиками. Когда личности бандитов раскрыты, Томми освобождается из под заключения, а обвинения снимаются. |            |                                                                 |                   |                                   |                   |             |                  |
| 23 | 13         | «Снова семнадцать» «Seventeen Ain't So Sweet»                   | Род Холкомб       | Шелли Милс и Дэрин Голдберг       | декабрь 12, 2011  | 2M5613      | 4.91             |
| Джейн с помощью Моры готовится к встрече выпускников средней школы, ожидая возвращения Кейси в Бостон, чтобы быть её парой. Тем не менее, он пишет ей, прося её о видео-чате. Он сообщает ей, что его команда была активирована, и он не будет на встрече выпускников. Мора, чувствуя разочарование Джейн, говорит ей, что собирается на встречу выпускников с ней. Джейн пытается отговорить её, говоря ей, что есть много людей, с которыми она ходила в школу, но не хочет видеть. Мора её переубеждает, стремясь получить вкус частной школы и опыт совместного обучения, и Джейн неохотно соглашается. На встрече выпускников они встречают несколько старых одноклассников Джейн, в том числе несколько "злых девочек", с которыми Джейн имела дело в школе, а также Стива Саннера и его жену Эмили, которая раньше была лучшей подругой Джейн. Стив даёт Джейн свой номер, говоря ей, что ему нужно поговорить с ней, прежде чем уйти общаться с другими одноклассниками. Выслушав другого одноклассника, Рори, и его жену Кейт, одну из "злых девочек", хвастающихся своей компанией, жизнью и семьёй, Джейн и Мора уходят. Позже той ночью Стив выходит на футбольное поле, а кто-то стреляет и убивает его. Джейн и Мора прибывают на место происшествия, и Джейн потрясена, что это Стив, так как она только что говорила с ним несколько часов назад. На следующее утро в кафе появляется бывшая жена Корсака Мелоди, которая бросила его пять лет назад. По мере того, как детективы работают над делом, они наталкиваются на доказательства, указывающие на то, что у Стива был роман с Дебби, старой одноклассницей. Когда Джейн и Фрост приходят к ней, чтобы спросить её о романе, они узнают о фотографе, делающем снимки, и останавливают его, только чтобы обнаружить, что он частный детектив, нанятый мужем Дебби, потому что он также считал, что у неё был роман. Фотограф показывает им фотографии, которые, кажется, доказывают, что у Дебби был роман со Стивом и другим неизвестным мужчиной. Тем временем Мелоди пытается убедить Корсака помочь ей финансировать студию йоги, которую она хочет открыть. Через несколько часов после того, как Фрост и Джейн говорят с Дебби, она найдена мёртвой от очевидного самоубийства. Однако это лишь было инсценировано как самоубийство, и она была фактически убита. Также было обнаружено, что неизвестный мужчина, с которым она встречалась, был журналистом-расследователем. Дебби сказала ему, что у неё есть подруга, которая хочет рассказать о чём-то важном. Вскоре после этого Джейн получает звонок, что ещё один бывший одноклассник, Мария, мертва из-за сердечного приступа. Вскрытие показывает, что Мария умерла потому, что клапан в её сердце, который делает компания Рори и Стива, вышел из строя. Стив обнаружил, что клапаны, которые производила компания, были неисправны, и хотел раскрыть информацию, но из-за большой деловой сделки, которая должна была пройти, Рори пригрозил ему молчать. Не веря, что Стив будет молчать, жена Рори, Кейт, взяла дело в свои руки и убила его и Дебби. |            |                                                                 |                   |                                   |                   |             |                  |
| 24 | 14         | «Танцуй, дитя» «Don't Stop Dancing, Girl»                       | Марк Абер         | Дэвид Гулд и Джанет Тамаро        | декабрь 19, 2011  | 2M5614      | 5.32             |
| Джейн и Мора расследуют случай, когда мама танцовщицы, Дениз Райан, убита ударом ножницами в грудь. Бывшая жена Корсака звонит и говорит ему, что его приёмный сын был арестован за стрельбу в полицейского. Корсак расстроен, когда не может видеть Джоша, потому что он больше не является его отцом. Мора обнаруживает, что их жертва перенесла обширную операцию на лицо. Джейн признаётся, что в детстве посещала уроки танцев. Джош сердится на Корсака за то, что он не был с ним в течение 5 лет. Он пытается убедить Корсака, что он в порядке и не нуждается в нём, но Винс ему не верит. Мора обнаруживает, что у Дениз есть переломы в обоих запястьях, скорее всего, от избиения. Джейн и Фрост смущены, когда не обнаруживают никаких записей о ней, её дочери или её биологическом отце, существовавшем раннее. Похоже, что они находятся в программе защиты свидетелей. Друг Джоша, Гэвина, рассказывает о том, как Джош стреляет в полицейского, и как он ненавидит полицейских, потому что Корсак - полицейский. Корсак объясняет Джошу, что он отправится в тюрьму на всю оставшуюся жизнь, если ничего не скажет против. Оказывается, Дениз была женой наркомана и убегала от него с тех пор, как дала показания против него. Когда Корсак и Мора расследуют дело Джоша, оказывается, что Джош сказал правду, что пытался выполнить СЛР на застреленном офицере. Оказывается, биологический отец Дакоты убил Дениз и пытался похитить Дакоту, чтобы увезти её в Мексику. |            |                                                                 |                   |                                   |                   |             |                  |
| 25 | 15         | «Сжечь дотла» «Burning Down the House»                          | Майкл Цинберг     | Джанет Тамаро                     | декабрь 26, 2011  | 2M5615      | 5.79             |
| Джейн и Мора ведут дело о пожарном, погибшем при пожаре. Когда смерть выглядит подозрительно, Мора объявляет её убийством. Когда Мора заказывает отчёты о пожаре для подразделения, она становится следующей целью убийцы. Убийца пытается убить Мору, переехав её, но мать Моры успевает оттокнуть её с дороги. Констанция в критическом состоянии, а Пэдди Дойл возвращается в город, чтобы защитить Мору. Мора рассказывает об этом Джейн, которая в свою очередь рассказывает агенту Дину, но как её бойфренду, а не агенту ФБР. Джейн и Корсак подозревают, что это пожарный, который устроил пожары, поэтому они проверяют всех пожарных. Планируя укус, чтобы поймать убийцу, Джейн отправляет Мору под прикрытием в здание пожара. Когда убийца только собирается взять пистолет и застрелить Мору, Пэдди стреляет в него. Джейн, не видя этого, вбегает, но агент Дин выходит и стреляет в Дойла. Пэдди стреляет в Дина, а Джейн стреляет в Пэдди. Он падает с платформы на землю. Дружба Джейн и Моры может после этого закончиться. |            |                                                                 |                   |                                   |                   |             |                  |

### Сезон 3 (2012)
| № общий | № в сезоне | Название                                                | Режиссёр       | Автор сценария                                                                | Дата премьеры   | Произв. код | Зрители US (млн) |
| ------- | ---------- | ------------------------------------------------------- | -------------- | ----------------------------------------------------------------------------- | --------------- | ----------- | ---------------- |
| 26      | 1          | «What Doesn't Kill You» «То, что нас не убивает»        | Майкл Кэтлман  | Джанет Тамаро                                                                 | 5 июня 2012     | 2M5901      | 5.62             |
| 27      | 2          | «Dirty Little Secret» «Маленький грязный секрет»        | Аарон Липстадт | Стив Лихтман и Кирстен Ван Хорн                                               | 12 июня 2012    | 2M5902      | 5.13             |
| 28      | 3          | «This is How a Heart Breaks» «Так разбивается сердце»   | Стив Робин     | Дэвид Гулд и Сэл Каллерос                                                     | 19 июня 2012    | 2M5903      | 5.36             |
| 29      | 4          | «Welcome to the Dollhouse» «Кукольный домик»            | Марк Хабер     | Рассел Дж. Грант И Джанет Тамаро                                              | 26 июня 2012    | 2M5904      | 5.43             |
| 30      | 5          | «Throwing Down the Gauntlet» «Бросить перчатку»         | Джейми Бэббит  | Антуанетта Стелла и Джанет Тамаро                                             | 3 июля 2012     | 2M5905      | 5.32             |
| 31      | 6          | «Money Maker» «Секс и деньги»                           | Грег Биман     | Сюжет : Дэвид Зонненборн и Джанет Тамаро Телесценарий : Джанет Тамаро         | 10 июля 2012    | 2M5906      | 5.51             |
| 32      | 7          | «Crazy for You» «Без ума от тебя»                       | Фред Тойе      | Антуанетта Стелла и Линдси Стурман                                            | 17 июля 2012    | 2M5907      | 5.84             |
| 33      | 8          | «Cuts Like a Knife» «Острие ножа»                       | Рэнди Зиск     | Дэвид Гулд и Сэл Каллерос                                                     | 24 июля 2012    | 2M5908      | 5.59             |
| 34      | 9          | «Home Town Glory» «Местная знаменитость»                | Милан Чейлов   | Джанет Тамаро                                                                 | 31 июля 2012    | 2M5909      | 4.44             |
| 35      | 10         | «Melt My Heart to Stone» «Расплавь моё сердце в камень» | Майкл Кетлмен  | Сюжет : Рассел Дж. Грант и Джанет Тамаро Телесценарий : Джанет Тамаро         | 14 августа 2012 | 2M5910      | 6.04             |
| 36      | 11         | «Class Action Satisfaction» «Групповой иск»             | Норман Бакли   | Антуанетта Стелла И Линдси Стурман                                            | 27 ноября 2012  | 2M5911      | 3.44             |
| 37      | 12         | «Love the Way You Lie» «Мне нравится твоя ложь»         | Марк Харбер    | Стив Лихтман И Дэвид Гулд                                                     | 4 декабря 2012  | 2M5912      | 4.75             |
| 38      | 13         | «Virtual Love» «Виртуальная страсть»                    | Стив Робин     | Сюжет : Сэм Лембек и Сэл Каллерос Телесценарий : Сэл Каллерос и Джанет Тамаро | 11 декабря 2012 | 2M5913      | 3.79             |
| 39      | 14         | «Over/Under» «Больше, меньше»                           | Пол Холохан    | Сюжет : Рассел Дж. Грант и Джанет Тамаро Телесценарий : Джанет Тамаро         | 18 декабря 2012 | 2M5914      | 3.42             |
| 40      | 15         | «No More Drama in My Life» «Никакой больше драмы»       | Майкл Катлеман | Джанет Тамаро                                                                 | 25 декабря 2012 | 2M5915      | 4.42             |

### Сезон 4 (2013–14)
| № общий | № в сезоне | Название                                                                      | Режиссёр       | Автор сценария                                                                          | Дата премьеры    | Произв. код | Зрители US (млн) |
| ------- | ---------- | ----------------------------------------------------------------------------- | -------------- | --------------------------------------------------------------------------------------- | ---------------- | ----------- | ---------------- |
| 41      | 1          | «We Are Family» «Мы семья»                                                    | Майкл Катлеман | Джанет Тамаро                                                                           | 25 июня 2013     | 2M6251      | 6.64             |
| 42      | 2          | «In Over Your Head» «В твоей голове»                                          | Джейми Баббит  | Рассел Дж. Грант и Джанет Тамаро                                                        | 2 июля 2013      | 2M6252      | 5.90             |
| 43      | 3          | «But I Am a Good Girl» «Но я хорошая девушка»                                 | Норман Бакли   | Сюжет : Ю. Ширин Разак Телесценарий : Джанет Тамаро                                     | 9 июля 2013      | 2M6255      | 5.58             |
| 44      | 4          | «Killer in High Heels» «Убийца на высоких каблуках»                           | Марк Хабер     | Чарли Крейг и Кен Хейнс                                                                 | 16 июля 2013     | 2M6253      | 5.22             |
| 45      | 5          | «Dance with the Devil» «Танец с дьяволом»                                     | Джейми Баббит  | Сюжет : Лиза Мари Петерсен Телесценарий : Джанет Тамаро                                 | 23 июля 2013     | 2M6254      | 5.49             |
| 46      | 6          | «Somebody's Watching Me» «Кто-то следит за мной»                              | Милан Чейлов   | Лиза Мари Петерсен и Кен Хейнс                                                          | 30 июля 2013     | 2M6256      | 5.33             |
| 47      | 7          | «All for One» «Все в одном»                                                   | Пол Холохан    | Джанет Тамаро                                                                           | 6 августа 2013   | 2M6257      | 5.50             |
| 48      | 8          | «Cold As Ice» «Холодный, как лёд»                                             | Рэнди Зиск     | Лиза Мари Петерсен и Кен Хейнс                                                          | 13 августа 2013  | 2M6258      | 5.60             |
| 49      | 9          | «No One Mourns the Wicked» «Никто не оплакивает нечестивых»                   | Стив Робин     | Сюжет : Кен Ханес и Лиза Мари Петерсен Телесценарий : Джанет Тамаро                     | 20 августа 2013  | 2M6259      | 5.61             |
| 50      | 10         | «Built for Speed» «Создан для скорости»                                       | Энтони Хардвик | Рассел Дж. Грант и Мэтт МакЛауд                                                         | 27 августа 2013  | 2M6260      | 6.00             |
| 51      | 11         | «Judge, Jury & Executioner» «Судья, Жюри, Палач»                              | Марк Хабер     | Ширин Разак и Джилл Голдсмит                                                            | 3 сентября 2013  | 2M6261      | 5.88             |
| 52      | 12         | «Partners in Crime» «Партнёры в преступлении»                                 | Рэнди Зиск     | Линда МакГибни и Джанет Тамаро                                                          | 10 сентября 2013 | 2M6262      | 5.70             |
| 53      | 13         | «Tears of a Clown» «Слёзы клоуна»                                             | Майкл Катлеман | Сюжет : Кен Хейнс и Мэтт Маклеод Телесценарий : Кен Хейнс, Мэтт Маклеод и Джанет Тамаро | 25 февраля 2014  | 2M6263      | 3.73             |
| 54      | 14         | «Just Push Play» «Просто нажмите Play»                                        | Кейт Вудс      | Сюжет : Линда МакГибни и Сэм Лембек Телесценарий : Линда МакГибни и Джанет Тамаро       | 4 марта 2014     | 2M6264      | 3.35             |
| 55      | 15         | «Food for Thought» «Пища для размышлений»                                     | Стив Клэнси    | Сюжет : Джилл Голдсмит и Й. Ширин Разак Телесценарий : Джанет Тамаро                    | 11 марта 2014    | 2M6265      | 4.74             |
| 56      | 16         | «You're Gonna Miss Me When I'm Gone» «Ты будешь скучать по мне, когда я уйду» | Норман Бакли   | Джанет Тамаро                                                                           | 18 марта 2014    | 2M6266      | 3.58             |